# Chasseneuil
Chasseneuil és un municipi francès, situat al departament de l'Indre i a la regió de Centre – Vall del Loira. L'any 2007 tenia 653 habitants.

## Demografia

### Població
El 2007 la població de fet de Chasseneuil era de 653 persones. Hi havia 228 famílies, de les quals 68 eren unipersonals (24 homes vivint sols i 44 dones vivint soles), 68 parelles sense fills, 76 parelles amb fills i 16 famílies monoparentals amb fills.
La població ha evolucionat segons el següent gràfic:
Habitants censats

### Habitatges
El 2007 hi havia 318 habitatges, 245 eren l'habitatge principal de la família, 44 eren segones residències i 29 estaven desocupats. 317 eren cases i 1 era un apartament. Dels 245 habitatges principals, 204 estaven ocupats pels seus propietaris, 37 estaven llogats i ocupats pels llogaters i 4 estaven cedits a títol gratuït; 2 tenien una cambra, 13 en tenien dues, 53 en tenien tres, 72 en tenien quatre i 105 en tenien cinc o més. 154 habitatges disposaven pel capbaix d'una plaça de pàrquing. A 110 habitatges hi havia un automòbil i a 113 n'hi havia dos o més.

### Piràmide de població
La piràmide de població per edats i sexe el 2009 era:
| Homes | Edats   | Dones |
| ----- | ------- | ----- |
| 0     | 95 o +  | 4     |
| 4     | 90 a 94 | 28    |
| 24    | 85 a 89 | 12    |
| 8     | 80 a 84 | 8     |
| 12    | 75 a 79 | 32    |
| 12    | 70 a 74 | 12    |
| 8     | 65 a 69 | 20    |
| 24    | 60 a 64 | 0     |
| 12    | 55 a 59 | 12    |
| 12    | 50 a 54 | 12    |
| 16    | 45 a 49 | 20    |
| 36    | 40 a 44 | 16    |
| 8     | 35 a 39 | 24    |
| 28    | 30 a 34 | 12    |
| 16    | 25 a 29 | 36    |
| 12    | 20 a 24 | 4     |
| 36    | 15 a 19 | 12    |
| 16    | 10 a 14 | 12    |
| 16    | 5 a 9   | 12    |
| 32    | 0 a 4   | 8     |

## Economia
El 2007 la població en edat de treballar era de 379 persones, 290 eren actives i 89 eren inactives. De les 290 persones actives 270 estaven ocupades (149 homes i 121 dones) i 20 estaven aturades (9 homes i 11 dones). De les 89 persones inactives 34 estaven jubilades, 20 estaven estudiant i 35 estaven classificades com a «altres inactius».

### Ingressos
El 2009 a Chasseneuil hi havia 248 unitats fiscals que integraven 587 persones, la mediana anual d'ingressos fiscals per persona era de 16.959 €.

### Activitats econòmiques
Dels 23 establiments que hi havia el 2007, 1 era d'una empresa extractiva, 1 d'una empresa de fabricació d'altres productes industrials, 3 d'empreses de construcció, 6 d'empreses de comerç i reparació d'automòbils, 3 d'empreses d'hostatgeria i restauració, 3 d'empreses de serveis, 5 d'entitats de l'administració pública i 1 d'una empresa classificada com a «altres activitats de serveis».
Dels 6 establiments de servei als particulars que hi havia el 2009, 1 era un taller de reparació d'automòbils i de material agrícola, 1 taller d'inspecció tècnica de vehicles, 1 paleta, 1 fusteria, 1 lampisteria i 1 restaurant.
L'únic establiment comercial que hi havia el 2009 era una botiga d'electrodomèstics.
L'any 2000 a Chasseneuil hi havia 31 explotacions agrícoles que ocupaven un total de 2.332 hectàrees.

## Equipaments sanitaris i escolars
L'únic equipament sanitari que hi havia el 2009 era un psiquiàtric.

## Poblacions més properes
El següent diagrama mostra les poblacions més properes.